# Cishancultuur
De Cishancultuur (6500 - 5000 v.Chr.) was een neolithische cultuur in het noorden van China, aan de oostelijke uitlopers van het Taihang-gebergte. De Cishancultuur was gebaseerd op de landbouw van bremgierst, waarvan de teelt op één locatie al 10.000 jaar oud is. De mensen in Cishan begonnen ongeveer 8.700 jaar geleden ook met het verbouwen van trosgierst. Deze vroege data zijn echter door sommige archeologen in twijfel getrokken vanwege problemen met de bemonstering en het gebrek aan systematisch onderzoek.
Veel voorkomende artefacten uit de Cishancultuur zijn onder meer maalstenen, stenen sikkels en driepotig aardewerk. De sikkelmessen zijn voorzien van vrij uniforme kartels, wat het oogsten van graan gemakkelijker maakte. Koordmarkeringen, gebruikt als versiering op het aardewerk, kwamen vaker voor dan bij naburige culturen. Ook creëerden de Cishan-pottenbakkers een grotere verscheidenheid aan aardewerkvormen, zoals bekkens, pottendragers, serveerstandaarden en drinkbekers.
Omdat de cultuur veel overeenkomsten vertoonde met zijn zuiderbuur, de Peiligangcultuur, werden beide culturen soms samen de Cishan-Peiligangcultuur of Peiligang-Cishancultuur genoemd. De Cishancultuur deelde ook verschillende overeenkomsten met zijn oostelijke buurman, de Beixincultuur. De hedendaagse consensus onder archeologen is echter dat het Cishan-volk een aparte cultuur vormde die veel kenmerken deelde met zijn buren.
De cultuur is in verband gebracht met de oorsprong van de Sino-Tibetaanse taalfamilie.

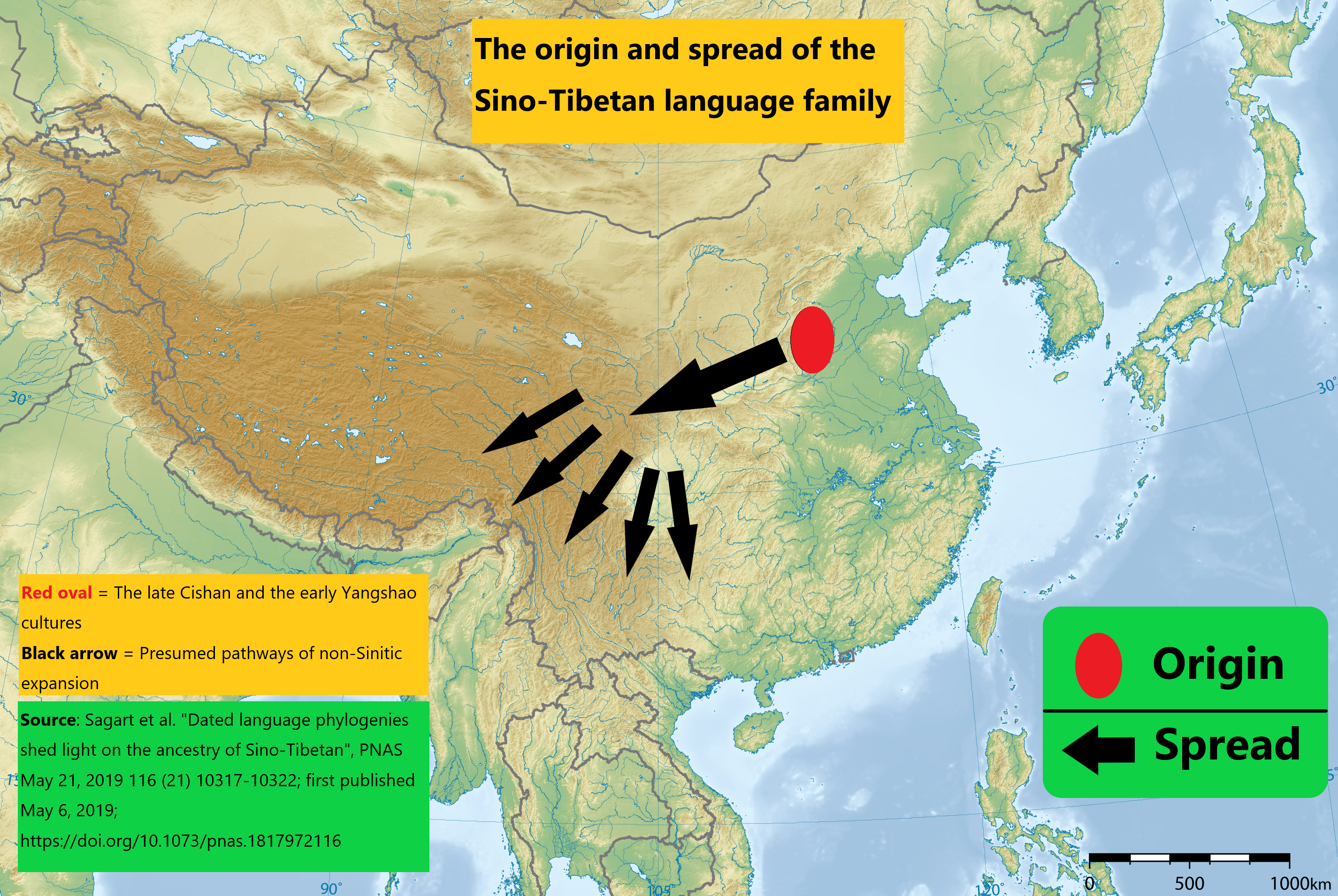
het rode ovaal is de late Cishan- en de vroege Yangshaocultuur, als mogelijke oorsprong van de Sino-Tibetaanse talen

## Typesite
De typelocatie in Cishan bevindt zich in Wu'an, Hebei, China, op een laaggelegen plateau. De site heeft een oppervlakte van ongeveer 80.000 m². De huizen in Cishan waren half ondergronds en rond. De locatie vertoonde sporen van gedomesticeerde varkens, honden en kippen, waarbij varkens de belangrijkste bron van vlees vormden. Het Cishan-volk jaagde op herten en wilde zwijnen. Noten (Juglans regia en Corylus heterophylla), Celtis bungeana, wilde abrikozen en peren, en verschillende wortels en knollen werden uit de omliggende bossen gehaald. Vis was ook een belangrijk onderdeel van het dieet in Cishan, met name karper en haring uit de nabijgelegen rivier. Er werd gebruik gemaakt van visnetten gemaakt van hennepvezels.
Bij Cishan werden meer dan 500 ondergrondse opslagputten ontdekt. In deze kuilen werd gierst opgeslagen. De grootste putten waren 5 meter diep en konden tot 1,000 kg gierst bevatten.